# 太宰府主婦暴行死事件
太宰府主婦暴行死事件（だざいふしゅふぼうこうしじけん）は、2019年10月に福岡県太宰府市にて発生した傷害致死・監禁・恐喝事件である。裁判では被害者の遺体を車で1時間運搬した加害者の行為が死体遺棄に当たると検察により主張されたが、裁判所はこれを退け、この起訴内容に関しては無罪とした（高裁判例集第73巻1号登載）。

## 概要
2019年10月20日の早朝、福岡県太宰府市のインターネットカフェ駐車場の乗用車内において、市内のA（36歳・主婦）の遺体が発見された。全身にあざや刺し傷があり、死因は外傷性ショックであった。死体遺棄などの容疑でX（女・41歳・無職）、Y（男・25歳）、Z（男・47歳・元暴力団組員）が逮捕された。XとYは法廷において互いに罪をなすりつけ合ったが、Xに懲役22年、Yに懲役15年の有罪判決が下された。

## 経緯
Aは配偶者と子供2人の4人家族であり、兄Bがいた。XはBの中学時代の上級生であり、Bから金銭を巻き上げていた。
2008年ごろ、Aと夫（当時は交際相手）はXと知り合い、Xは次第にAに対しBの借金を支払うよう求め、Xの背後にいる元暴力団員のZを恐れたAは兄の代わりに借金を立て替えるようになっていった。
Xは2019年2月ごろからAを頻繁にホストクラブに連れ出しAの料金を立て替えることでAの借金を故意に増やし、Zにも圧力をかけさせ、Aに金銭を再三要求した。XはAに金銭を催促して家族・親戚に電話を掛けさせて金銭を集めさせ、これによりAは親族から孤立していった。
6月ごろ、Xと、2015年からXと交際を始め定職に就かず金銭的にXに依存していた男Yは、Aを夫と別居させてX・Yと同居させ、夫とはXを介さずには連絡を取れないようにして孤立させた。
8月31日から9月末にかけて、XとZはAの夫に対し、Aがホストクラブの利用料金を未払いであるとして、現金を脅し取ろうとしたが、Aの夫が弁護士に相談したため、その目的は果たせずに終わった。
Xは9月以降、Aに毎日食パン1袋とカップ焼きそば大盛りを無理矢理食べさせて急激に太らせていき、毎日同じ服を着せて風呂に入らせず、口紅をアイシャドウとして塗る奇抜な化粧をさせた上でむりやりホストに抱きつかせるなどAにとって不本意な行動を強いて、その行動への支配を強めていった。
9月下旬ごろから10月20日ごろまでの間、XとYは福岡県太宰府市の自宅等において、Aの大腿部をバタフライナイフを落として突き刺す・割り箸で突き刺す・足蹴にする・木刀で殴るなどした上、顔面を殴るなどの暴行も加えた。XとYはこの間、暴行に加え2人の許可のない外出を禁じるとともに監視し、Aを監禁した。10月13日から14日にかけて、Xは暴行により抵抗することが著しく困難になっていたAを連れ出し現金約100万円を集めさせて脅し取った。
10月19日夜から翌20日未明の間にAは下半身打撲による外傷性ショックにより死亡した。
同日、男性Cが経営するバーで飲食をしていたXを迎えに行くため、YはAを後部座席に乗せて車で自宅を出発した。その途中でAが息をしていないことに気がついたYはXにこのことを伝える連絡をし、これを受けたXはCとともにYが乗る車に乗り、X・Yの2人はAの遺体を車の後部座席に乗せたまま移動しながら、A死亡の経緯の口裏合わせをした。XはZにも連絡をとり、Zは当初Aを病院に運ぶことを主張し、Aの遺体に傷があることを知ると、遺体を山中に埋める提案をしたがXはこれを拒否した。Zはまた、Yが車を離れている間に、Yに遺体を埋めさせてYも殺すことをXに提案したがXはこれも拒否した。同乗していたCはこれらのやりとりを密かに録音していた。
Xらは1時間ほどAの遺体を乗せたまま移動し、10月20日午前6時すぎ太宰府市内のインターネットカフェの駐車場に車を停車させた後、「Aが息をしていない」と自ら119番通報をし、Aは搬送された。警察はX・Y・Zを死体遺棄容疑で逮捕した 。

## 裁判

### Zに対する一審判決
Zは恐喝未遂と死体遺棄で起訴され、2021年1月21日、福岡地方裁判所の裁判員裁判（足立勉裁判長）はZに対し、懲役2年執行猶予4年の有罪判決を下した。検察が走行中の車内に遺体があることを判断することは困難であることから隠匿行為であることを主張していた死体遺棄については無罪が認定された。

### X・Yに対する一審判決
XとYはAに対する傷害致死、監禁、恐喝、死体遺棄に加え、Xによる2019年9月に女性Eから現金200万円を脅し取った恐喝などについて起訴された。 2021年3月10日、福岡地方裁判所の裁判員裁判（岡崎忠之裁判長）はXに懲役22年、Yに懲役15年の実刑判決を下した。
Xの弁護人は、XがAの髪を引っ張る、バタフライナイフを大腿部に落とすなどの暴行は加えたが、それ以外の暴行は行っていないため、暴行罪にとどまると主張した。一方でYの弁護人はAに対して一切暴行を加えておらず、犯行はX単独によるものとして無罪を主張した。
裁判長はこうした主張に対し、「責任を相手になすりつけようとしていると考えられるから、いずれの被告人の話もそのままは信用できない」とした。裁判長は周囲の証言や、Yが2019年10月15日に知人女性にAの膝の傷の写真とともに「膝の皿を砕いたから」と送信したものをはじめとした複数のLINEのメッセージなどからXが主張したもの以上にAに対する暴行を加えていたこと、Yも積極的に暴行を加えていたことを認定した。他方でYによる暴行がAの死に影響を与えながら、「Aを服従させ支配する状況を作った」のはXであり、YはAの死に大きな影響を与える暴行を加えたが「XがいなければAに暴行を加えることはなかった」とした。以上からX・Yの傷害致死の共同正犯が認められた。
Aは、Xに多額の借金を負わされ、家族とも引き離されて孤立させられていた上に、XとYに衣食住や行動を管理されて暴力を受けていたことから、恐怖心から逃げ出すという判断もできない状況に陥っていたとされ、X・YによるAに対する監禁が認められた。
一方で、Aの遺体を車内に乗せたまま1時間ほど移動したことを隠匿行為であると検察が主張した死体遺棄については無罪とされた。足立裁判長は、Aが後部座席に乗車した状態で死亡したこと、X・Yは車内で死体を動かそうとはせず物を被せて隠そうとするなどもしなかったことを指摘し、自動車で移動したのはXとYが口裏を合わせるための時間稼ぎのためであって、Aの遺体を運搬したことを遺体の隠匿と考えるのは無理があるとした。
X、Yの役割については、Xが主導的な役割を果たしたとしてより重い責任を認定し、Yに関しても仕方なく犯行に及んでいたとも考えられないことからYの責任も重いとした。

### Zに対する控訴審判決
6月25日、福岡高等裁判所（根本渉裁判長）はZに対する検察の控訴を棄却した。検察は一審で無罪とされた死体遺棄について、Aの遺体を車で移動させたXらの行為が同罪に当たることを主張したが、根本渉裁判長は一審判決同様無罪認定した。根本裁判長は、Aの死亡時には既に車内に遺体が存在していたことを指摘した上で、「隠匿による死体遺棄罪が成立するには、当該行為により、それ以前の状態に比較して単に死体発見が容易でなくなったというだけでは足りず、死体発見の困難さが、その程度においても、時間的にも、死者を悼み、適時適切な埋葬を妨げるに足りるものであることが必要である」「本件の死体を運搬した行為により、死体発見の困難性が一定程度増したとしても、その程度はわずかであり、時間的にも短時間であるから、それが宗教風俗上、死体の処置に関し、許容されない程度に至ったとはいえない」、「最終的な死体の処置方法(遺棄)を確定した上で運搬行為を行った場合に運搬行為が遺棄と評価されるのは、運搬行為が遺棄の手段と評価されるためであって、死体運搬自体が隠匿行為となるというわけではない。本件では最終的な死体の処置は119番通報となり、遺棄されるには至らなかったのであって、その間の運搬行為を遺棄の手段と評価することはできない」として無罪と結論づけた（高裁判例集第73巻1号登載）。

### X・Yに対する控訴審判決
12月3日、福岡高等裁判所（根本渉裁判長）は控訴審判決を下し、検察官・被告人双方の控訴が棄却された。検察は死体遺棄罪の適用を求めたが、根本裁判長はZに対する控訴審判決同様これを認めなかった。XはYとの共謀を否定し、Aの死亡原因となった暴行を行っていないことを主張したが、裁判長は一審判決を追認してこれを認めなかった。XとYは上告せず、12月18日付でXの懲役22年とYの懲役15年が確定した。

## Xについて
Xの知人によるとXの父親は暴力団関係者だったといい、中学時代は「ヤクザ」という言葉を頻繁に用いていた。当時の同級生の証言によるとXには友人がおらず、「変な人」「強がる。ウソばっかりつく」「ヤンキーであると自分を強く見せたがる」「校舎の裏でタバコやシンナーを吸う」という傾向が見られたという。卒業後は結婚して一児を出産したが、生後二ヶ月ですぐに育児放棄して家を出てしまい、その後はXの母親が子供を育てていた（結婚相手の男は2021年2月26日に鹿児島県桜島にて実子・養子3名を殺害する事件を起こして逮捕されている。後に無期懲役判決を受けている。）。Xは中洲などの水商売・歓楽街では著名で、20代から貸金業を営み、複数の人物の弱みにつけこんで金銭の恐喝を行った。手口は「奢るから大丈夫」と連れ出した後日に「飲み代が未払いだ」と言って架空の借金を背負わせ、トラック運転手だった元暴力団組員Zに暴力団員を演じさせ、相手を追い込んでいくやり方だった。更に戸籍を動かして違法手口によって金を作っていた。
Xらは事件3年前にも類似した不審な行動が見られている。YはDという女性と過去に婚姻関係があり、YはA同様にDと同居生活を送り、A殺害事件の3年前にDは車の後部座席にて急性心不全により死亡したという。Aの遺体を車で運搬中の会話（録音として裁判にて公開）でこの件について「Dみたいに無縁仏にすればいい」「Dのときは傷がなかったけんよかっただけ」などの会話をしていた。
2022年11月、Xが同年8月に服役中の麓刑務所内で新型コロナウイルスの集団感染により死亡していた事が報じられた（43歳没）。

## 警察の対応
Aが死亡する約3か月前から、Aの家族は佐賀県警鳥栖警察署に「AがXに洗脳されている」ことや「多額の金銭要求の脅しを受けている」ことなどを8回相談に行ったが、巡査Eは「今は当直体制で刑事は現場に出てるので、後日来てほしい」などと言って被害届を受理せず、後日改めて被害届を出しにくるように言った。Aの夫らは3時間にも及ぶXらの怒声を含む録音データを脅迫罪の証拠として提示したが、巡査Eは「今から3時間聞くというのはあれなので、自分は5分くらいしか聞いていないですけど、どうしようもない状況じゃない」などと言われ、被害届の提出を断られた。またその際に、巡査Eから「被害届を出したければ文字起こしをしてくるよう要求する言動」があったとされ、Aの夫や家族は「文字起こしをしなければ被害届を受理してもらえない」と誤認し警察に行かず、その作業を行っていた最中にAは死亡した。

## 議会の対応
- 2021年9月16日、佐賀県議会に被害者が佐賀県警・県公安委員会の本件の対応に関して、第三者委員会の設置・再調査ならびに県公安委員会の調査過程について発言内容等すべての開示などを訴え請願書を提出（紹介者は日本共産党の県議会議員2名）[20]。10月1日の採決では紹介者だった日本共産党の議員2名を除き反対票を投じたため不採択となった[21]。

## 関連書籍
- 『すくえた命　太宰府主婦暴行死事件』 テレビ西日本 塩塚陽介（幻冬舎） 2023年12月 ISBN 978-4344042131